# Rugbi subaquàtic
El rugbi subaquàtic és un esport d'equip en el qual els jugadors poden moure's en tres dimensions. La seva relació amb el rugbi tradicional és gairebé nul·la. És un esport recent i els seus orígens es donen a partir d'associacions de bussos alemanyes en realitzar entrenament físic.

## Joc[1]
Es juga en una piscina amb profunditat d'entre 3,5 i 5 metres de profunditat i les cistelles - on es col·loca la pilota per anotar gols - tenen un diàmetre de 40cm, són de metall inoxidable com l'alumini i estan fixades al fons de la piscina. El joc es desenvolupa entre dos equips (blau i blanc), cadascun amb sis jugadors en el camp i sis substituts. Els equips intenten marcar punts col·locant la pilota en la cistella de l'equip contrari. La pilota té flotabilitat negativa a causa de la solució salina amb què s'emplena. És un joc que integra velocitat, resistència i força, a més de comptar amb el fet que les substitucions de jugadors es fan sense aturar el joc.

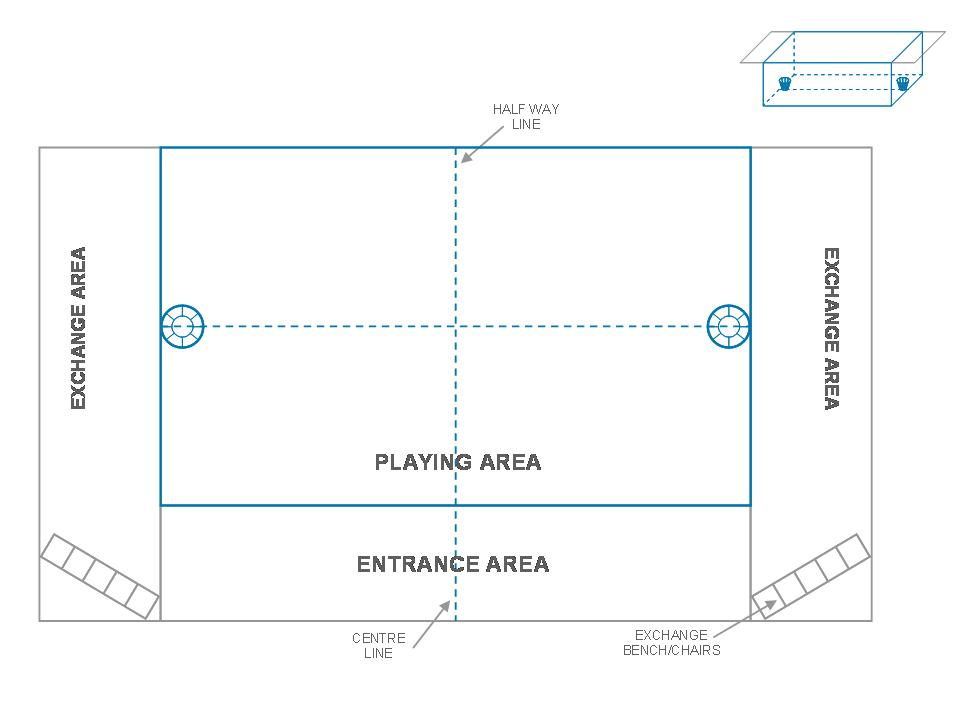
"Camp" de joc de rugbi subaquàtic

El joc es desenvolupa completament sota l'aigua, la pilota en cap moment pot sortir a la superfície i pot ser llançada en forma de passada en qualsevol direcció cap als altres jugadors. La pilota pot recórrer prop de 2 o 3 metres abans de quedar aturada per la resistència de l'aigua. Això fa que el joc demani de tàctica i d'un excel·lent sentit de posicionament (en tres dimensions). El jugador pot fer servir diferents habilitats, tals com la força, la velocitat, la mobilitat o simplement un baix consum d'oxigen per superar l'equip rival.
Sovint el joc es desenvolupa amb equips mixts en el que homes i dones formen part d'un mateix equip.

## Organitzacions
El sistema de campionats mundials i les regles generals del joc són coordinades per la Confederació Mundial d'Activitats Subaqüàtiques (Confédération Mondiale donis Activités Subaquatiques - CMAS).
En països com Colòmbia, Veneçuela i Estats Units l'esport ha tingut una gran acollida entre les diferents associacions d'esports subaquàtics i bussos.
Les organitzacions que s'encarreguen de coordinar les activitats en cadascun d'aquests països són les següents:
| País      | Nom de l'Organització |
| --------- | --- |
| Colòmbia  | Federació Colombiana d'Activitats Subaqüàtiques (FEDECAS) |
| Veneçuela | Federació Veneçolana d'Activitats Subaqüàtiques (FVAS) |
| Argentina | Federació Argentina d'Activitats Subaqüàtiques (FAAS) |
| Espanya   | Federació Espanyola d'Activitats Subaqüàtiques - FEDAS Federació Madrilenya d'activitats subaqüàtiques - FMDAS Federació Catalana d'Activitats Subaquàtiques - FECDAS |
| Perú      | Federació Peruana d'Activitats Subaqüàtiques (FEPASA) |

## Competències Locals
Rugbi Subaqüàtic a Espanya
Rugbi Subaqüàtic a Colòmbia
Rugbi Subaqüàtic a Veneçuela
Rugbi Subaqüàtic als Estats Units

## Història
| 1961 | Ludwig von Bersuda organitza a Colònia (Alemanya) un joc amb una bola plena d'aigua de mar i una xarxa fixada sota l'aigua. El joc s'assemblava a un joc de voleibol subaqüàtic |
| 1964 | Els clubs DLRG-Mülheim i D.O.C. Duisburg disputen el primer joc (amb canvi de regles, que excloïen l'ús de la xarxa) |
| 1966 | Es desenvolupa el primer campionat en Mülheim (Alemanya) - para aquest llavors, amb vuit jugadors per equip - |
| 1972 | Primer campionat alemany (en 1971 es va organitzar un torneig no oficial) |
| 1973 | El rugbi subaquàtic és introduït a l'escena mundial |
| 1978 | Primer Campionat Europeu (Malmö, Suècia) Rugbi i hoquei subaquàtic són reconeguts oficialment per la CMAS com a jocs d'equip |
| 1980 | Primer campionat mundial (Mülheim, Alemanya) |
| 1991 | Quart campionat mundial (Dinamarca). La representació colombiana és vuitena en la categoria masculina |
| 1995 | Cinquè campionat mundial (Cali, Colòmbia). La representació del Perú participa per primera vegada. Per primera vegada un equip colombià en la categoria femenina participa del torneig ocupant el cinquè lloc entre 7 seleccionats, al temps que l'equip masculí aconsegueix el vuitè lloc. |
| 1999 | Sisè campionat mundial (Essen, Alemanya). La representació colombiana és cinquena en la categoria masculina. |
| 2003 | Setè campionat mundial i primer campionat mundial dirigit per la CMAS (Fredericia, Dinamarca). La representació colombiana és tercera en la categoria femenina |
| 2005 | Es funda el Barcelona Rugby Subaquàtic (a Barcelona), sent el primer equip a Catalunya. |
| 2007 | Vuitè campionat mundial (Bari, Itàlia). |
| 2008 | Es crea el Club Ossos Madrid Rugbi Subaqüàtic (Madrid, Espanya). Arxivat 2010-07-26 a Wayback Machine. |
| 2010 | Novè campionat mundial (Neiva, Colòmbia). |
| 2015 | Desè Campionat Mundial (Cali, Colòmbia) del 26 de juliol a l'1 d'agost. |